# Croton vogelianus
Croton vogelianus är en törelväxtart som beskrevs av Airy Shaw. Croton vogelianus ingår i släktet Croton och familjen törelväxter. Inga underarter finns listade i Catalogue of Life.